# NGC 1129
NGC 1129 (również PGC 10959 lub UGC 2373) – galaktyka eliptyczna (E), znajdująca się w gwiazdozbiorze Perseusza. Odkrył ją William Herschel 17 października 1786 roku.
W galaktyce tej zaobserwowano supernową SN 2007ke.